# Boti

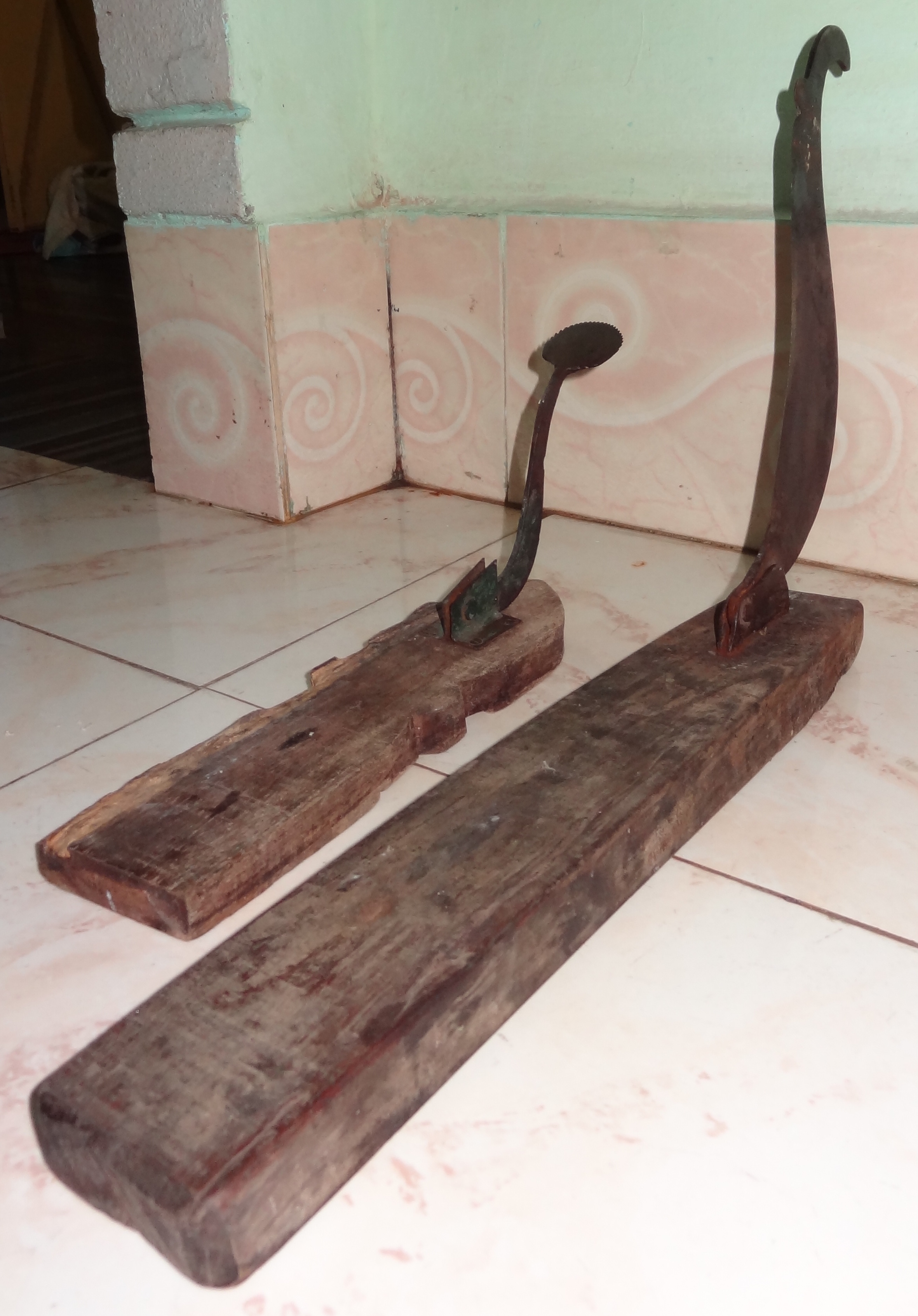
A l'esquerra, un ratllador de coco conegut com a Narkel Kuruni i, a la dreta, un Boti comú que serveix per tallar fruites, verdures, peix, carn, etc.

Boti, Daa, o Pirdai (Bengali:বঁটি; també transliterat Bonti o Bnoti) és un instrument de tall comunament emprat a Bengala, regió del sud-est asiàtic que actualment està dividida entre els estats indis de Bengala Occidental, Tripura, la vall de Barak d'Assam i el país independent de Bangladesh. Un boti és una fulla metàl·lica llarga i corbada fixada a una plataforma sobre la qual l'usuari posa el peu a l'hora de tallar. El costat més afilat de la fulla està sempre de cara a l'usuari.
Una versió més gran del boti, amb una fulla més gran, s'utilitza per esbudellar i tallar peix. Una altra versió del boti és el Narkel Kuruni (ratllador de coco) que té forma d'una tapa rodona plana amb dents tallants i afilats com d'un tauró i que es fa servir per serrar cocos. Dao o daa (un nom més comú a Bangladesh, específicament a les ciutats de Chittagong i Sylhet) és una variació del boti, que s'agafa amb la mà. Aquest instrument de tall no és únic de Bengala. També és emprat a Maharashtra i al sud de l'Índia on aquest estri rep altres noms segons la llengua local: Arivalmanai o Aruvamanai (Tamil), Kathipeeta (Telugu), Addili (Konkini), Vili o Morli (Marathi), Pankhi (Odiya), Pirdai (Bihar).